# Angela Goodwin
Angela Goodwin, född Angela Bucci 1 augusti 1925 i Rom, död 25 mars 2016 i samma stad, var en italiensk skådespelerska.

## Roller i urval
- 1970 – Mannen som kom på kaffe och…
- 1975 – Det gamla gänget
- 1976 – På andra sidan bron
- 1977 – Du tar mig aldrig levande
- 1987 – Julia & Julia
- 1992 – Bläckfisken (TV-serie) (6 avsnitt)
- 2004 – Le conseguenze dell'amore